# Río Claro (Palena)
El río Claro es un curso natural de agua que nace en la laguna Claro Solar en la Región de Aysén y fluye hacia el SW entre alturas selvosas hasta que recibe al río Rosselot, emisario del Lago Rosselot para entonces girar bruscamente hacia el NO, rumbo que sigue hasta desembocar con un ancho de 60 m en la ribera sur del curso inferior del río Palena.: 221 
Existe imprecisión en la nomenclatura de los ríos Claro y Rosselot. Algunos llaman a (este) río Claro como río Claro Solar, por el lago de origen, otros consideran al río Rosselot como río principal que mantiene su nombre y al río Claro como afluente. Aquí seguiremos la toponimia recomendada por Hans Niemeyer en su obra, al río Claro, a secas, como el río principal.: 515 

## Trayecto
El afluente más importante del río Claro es el río Rosselot.

## Caudal y régimen
Es bastante caudaloso.: 221 

## Historia
Luis Risopatrón lo describe en su Diccionario Jeográfico de Chile de 1924:: 221 
Claro (Rio) 44° 00' 72° 20'. Bastante caudaloso, nace en la laguna Claro Solar, corre al SW entre alturas selvosas, recibe el desahue del lago Rosselot, se encorva al NW i vácia sus aguas en la márjen S del curso inferior del rio Palena; tiene 60 m de ancho en su desembocadura. 61, LXXXVII, p. 788 i 812; 114, mapa (Moreno, 1897); 134; i 156.
Este río fue explorado por primera vez por Elías Rosselot, el primer administrador de la colonia Bajo Palena quien le dio el nombre en honor al Subsecretario del Ministerio del Interior Luis Claro Solar.: 515 